# 王天凯
王天凯（1946年5月—2025年7月28日），汉族，浙江杭州人，中华人民共和国政治人物、第十一届全国政协委员。
其外祖父胡振禔是宣統三年的進士。

## 生平
加入中国共产党，担任中国恒天集团公司董事长、党委书记。2008年，当选第十一届全国政协委员，代表中华全国总工会，分入第十七组。